# Salih Ljubunčić
Salih Ljubunčić (Livno, 1. siječnja 1890. – Zagreb, 23. srpnja 1964.), pedagog i promicatelj reformskih obrazovnih koncepata u Hrvatskoj između dvaju svjetskih ratova.
Školovao se u Sarajevu i Zagrebu, gdje je završio Višu pedagošku školu i stekao profesorsku kvalifikaciju. Radio je kao učitelj i nastavnik u više bosanskohercegovačkih gradova, a od 1926. djelovao u Zagrebu, gdje je bio profesor na Višoj pedagoškoj školi i Učiteljskoj školi. Zbog jugoslavenskih i marksističkih stavova umirovljen je 1941., a nakon rata kratko radio u Ministarstvu prosvjete NR BiH i ponovno predavao u Sarajevu i Zagrebu, prijevremeno se povukavši iz službe 1947.
Bio je istaknuti predstavnik radne škole, zagovarajući njezinu praktičnu i umjetničko-odgojnu komponentu. Autor je niza pedagoških radova i udžbenika, uključujući Školu rada (1930), Metodiku računske obuke u školi rada (1929) i Materinski jezik u našim narodnim školama (1933). Aktivno je surađivao u brojnim stručnim i kulturnim časopisima te bio suradnik Hrvatske enciklopedije HIBZ-a.
Osim pedagoškog rada, bio je angažiran u muslimanskim kulturnim društvima, sudjelovao u osnivanju Narodne uzdanice u Sarajevu te se nakon Drugog svjetskog rata protivio rušenju zagrebačke džamije. Njegovi rukopisi i dokumentacija čuvaju se u Hrvatskom školskom muzeju.
1. ↑  Batinić, Štefka. LJUBUNČIĆ, Salih, Hrvatski biografski leksikon. Pristupljeno 20. veljače 2025.